# Симфония № 3 (Гурецкий)
Симфония № 3, известная также как Симфония печальных песен или Симфония скорбных песнопений (пол. Symfonia pieśni żałosnych) Oр. 36 — наиболее популярное из произведений польского композитора Хенрика Гурецкого. Предпоследняя симфония композитора. Была создана в октябре-декабре 1976 года в Катовице и посвящена жене композитора Ядвиге Рураньской. Средняя продолжительность звучания — 55 минут.
Симфония написана для солирующего сопрано и оркестра.
Текстом первой части стала Ламентация Девы Марии (текст XV века) из Свентокшиского монастыря (Монастыря Святого Креста в Свентокшиских горах), в которой Дева Мария обращается к умирающему на кресте Сыну, стремясь облегчить Его страдания. Вторая часть написана на слова, выцарапанные 18-летней Хеленой Вандой Блажусяк из польских Татр на стене гестаповской тюрьмы в Закопане и обращённые к матери и к Деве Марии («О, мама, не плачь, не надо. Царица Небесная, будь всегда для меня опорой»). Третья часть основана на народной песне «Куда же ты ушёл, мой сыночек милый?» (пол. Kajże się podzioł mój synocek miły?), записанной в Силезии фольклористом Адольфом Дыгачем.
Первое исполнение симфонии состоялось 4 апреля 1977 года на Фестивале современного искусства в Руайяне, Оркестром Юго-Западного радио Германии дирижировал Эрнест Бур, партию сопрано исполнила Стефания Войтович (годом позже эти же исполнители осуществили и первую запись). Критика встретила симфонию, знаменовавшую отход Гурецкого от ранних, эстетически более радикальных сочинений, единодушным неодобрением.
В 1993 году запись Третьей симфонии Гурецкого с участием знаменитой певицы Дон Апшоу, в исполнении оркестра «Лондонская симфониетта» под управлением Давида Зинмана заняла первое место в хит-параде классической музыки журнала Gramophone и попала в десятку самых продаваемых записей в мире (шестое место). С тех пор симфония Гурецкого стала одной из наиболее популярных симфоний второй половины XX века. Среди множества её записей также работы таких дирижёров, как Антоний Вит, Казимеж Корд, Юрий Симонов, Антон Нанут.

## Связи с другими областями музыки
В 1996 г. музыкальной группой Lamb (Великобритания) сделана композиция, имеющая в основе музыку и текст Третьей симфонии Гурецкого. В 2014 г. Бет Гиббонс выступила в качестве солистки в концертной записи симфонии с Национальным симфоническим оркестром Польского радио (дирижёр Кшиштоф Пендерецкий), запись выпущена в 2019 году.
Симфония Гурецкого звучит в фильмах Мориса Пиала «Полиция», Питера Уира «Бесстрашный», Джулиана Шнабеля «Баския», Паоло Соррентино «Великая красота».